# Gens Mèmmia
La gens Mèmmia (en llatí Memmia gens) va ser una gens romana d'origen plebeu.
No apareix a la història fins a l'any 173 aC. En temps de la guerra de Jugurta membres de la família van exercir sovint el càrrec de tribú de la plebs. En temps d'August havien de ser una família destacada de la noblesa, ja que Virgili els fa descendents del troià Mnesteu, company d'Eneas.
Van portar els cognomens Gallus, Gemellus, Pollio, Quirinus i Regulus.
Personatges destacats d'aquesta gens van ser:
- Gai Memmi Quirí, edil al segle iii aC.
- Gai Memmi Gal, pretor dues vegades al segle ii aC.
- Tit Memmi, ambaixador romà.
- Quint Memmi, llegat senatorial.
- Gai Memmi (tribú 111 aC), tribú de la plebs el 111 aC
- Luci Memmi, orador romà.
- Gai Memmi (qüestor), qüestor el 76 aC.
- Gai Memmi Gemel, tribú de la plebs el 66 aC
- Gai Memmi (tribú 54 aC), tribú de la plebs el 54 aC
- Publi Memmi Règul, governador de Macedònia sota Calígula
- Gai Memmi Règul, cònsol l'any 63.
- Luci Memmi Pol·lió, cònsol sufecte el 49 aC